# UCI-Straßenradsport-Kalender der Frauen 2013
Der UCI-Straßenradsport-Kalender der Frauen 2013 (Elite) umfasst Radrennen zwischen Januar und November 2013. Die einzelnen Eintages- und Etappenrennen werden durch den Weltradsportverband UCI in verschiedene Kategorien eingestuft: Weltmeisterschaften (CM), Kontinentalmeisterschaften (CC), Weltcuprennen (CDM), Eintagesrennen der Kategorien 1 und 2 (1.1 bzw. 1.2) sowie Etappenrennen der Kategorien HC (hors categorie), 1 und 2 (2.HC, 2.1 bzw. 2.2). Bei den Rennen werden Punkte für die Weltrangliste vergeben. In den UCI-Kategorien 1 und 2 können außer Radrennfahrerinnen der Elite auch Juniorinnen des letzten Jahrgangs teilnehmen.

## Rennen

### Januar/Februar
| Datum      | Rennen                                     | Kat. | Siegerin (UCI Women’s Team)            |
| ---------- | ------------------------------------------ | ---- | -------------------------------------- |
| 30.1.–1.2. | Ladies Tour of Qatar                       | 2.1  | Kirsten Wild (Argos-Shimano)           |
| 21.–24.2.  | Vuelta Internacional Femenina a Costa Rica | 2.2  | Inga Čilvinaitė (Pasta Zara-Cogeas)    |
| 23.2.      | Omloop Het Nieuwsblad                      | 1.2  | Tiffany Cromwell (Orica-AIS)           |
| 27.2.      | Le Samyn des Dames                         | 1.2  | Ellen van Dijk (Specialized-lululemon) |
| 27.2.      | Grand Prix de Oriente                      | 1.2  | Noemi Cantele (Be Pink)                |
| 28.2.–5.3. | Vuelta el Salvador                         | 2.1  | Noemi Cantele (Be Pink)                |

### März
| Datum | Rennen                                   | Kat. | Siegerin (UCI Women’s Team)                |
| ----- | ---------------------------------------- | ---- | ------------------------------------------ |
| 3.    | Omloop van het Hageland                  | 1.2  | Emily Collins (Wiggle Honda)               |
| 7.    | Grand Prix GSB                           | 1.1  | Clemilda Fernandes da Silva                |
| 7.    | Drenthe 8                                | 1.2  | Marianne Vos (Rabobank Women Cycling Team) |
| 8.    | Grand Prix El Salvador                   | 1.2  | Silvia Valsecchi (Be Pink)                 |
| 9.    | Ronde van Drenthe                        | CDM  | Marianne Vos (Rabobank Women Cycling Team) |
| 10.   | Novilon Euregio Cup                      | 1.1  | annulliert                                 |
| 13.   | Asienmeisterschaften Einzelzeitfahren    | CC   | Tüwschindschargalyn Enchdschargal          |
| 14.   | Ozeanische Meisterschaften Zeitfahren    | CC   | Taryn Heather                              |
| 16.   | Classica di Padova                       | 1.2  | Giorgia Bronzini (Wiggle Honda)            |
| 16.   | Asienmeisterschaften Straßenrennen       | CC   | Hsiao Mei-yu                               |
| 16.   | Ozeanische Meisterschaften Straßenrennen | CC   | Katrin Garfoot                             |
| 17.   | Grand Prix Cholet-Pays de la Loire       | 1.2  | Emma Johansson (Orica-AIS)                 |
| 24.   | Trofeo Alfredo Binda-Comune di Cittiglio | CDM  | Elisa Longo Borghini (Hitec Products UCK)  |
| 31.   | Flandern-Rundfahrt                       | CDM  | Marianne Vos (Rabobank Women Cycling Team) |

### April
| Datum   | Rennen                      | Kat. | Siegerin (UCI Women’s Team)                  |
| ------- | --------------------------- | ---- | -------------------------------------------- |
| 1.      | Grand Prix de Dottignies    | 1.2  | Vera Koedooder (Sengers Ladies Cycling Team) |
| 3.–7.   | Energiewacht Tour           | 2.2  | Ellen van Dijk (Specialized-lululemon)       |
| 8.–10.  | Women’s Tour of Thailand    | 2.2  | Thuy Dung Nguyen                             |
| 14.     | Ronde van Gelderland        | 1.2  | Kirsten Wild (Argos-Shimano)                 |
| 17.     | La Flèche Wallonne Féminine | CDM  | Marianne Vos (Rabobank Women Cycling Team)   |
| 20.     | Omloop van Borsele          | 1.2  | Vera Koedooder (Sengers Ladies Cycling Team) |
| 22.     | Dwars door de Westhoek      | 1.1  | Jolien D’hoore (Lotto Belisol Ladies)        |
| 24.–28. | Gracia Orlová               | 2.2  | Ellen van Dijk (Specialized-lululemon)       |
| 26.–28. | Grand Prix Elsy Jacobs      | 2.1  | Marianne Vos (Rabobank Women Cycling Team)   |

### Mai
| Datum   | Rennen                                 | Kat. | Siegerin (UCI Women’s Team)                   |
| ------- | -------------------------------------- | ---- | --------------------------------------------- |
| 1.      | Panamerikanische Zeitfahrmeisterschaft | CC   | Ingrid Drexel                                 |
| 4.      | Knokke-Heist-Bredene                   | 1.2  | Giorgia Bronzini (Wiggle Honda)               |
| 4.      | Panamerikanische Zeitfahrmeisterschaft | CC   | Arlenis Sierra                                |
| 8.–10.  | Tour of Chongming Island               | 2.1  | Annette Edmondson (Orica-AIS)                 |
| 12.     | Tour of Chongming Island World Cup     | CDM  | Tetjana Rjabtschenko (Chirio-Forno d’Asolo)   |
| 16.–18. | Tour of Zhoushan Island                | 2.2  | Giorgia Bronzini (Wiggle Honda)               |
| 17.–22. | Tour du Languedoc-Roussillon           | 2.2  | Emma Pooley                                   |
| 18.     | Grand Prix cycliste de Gatineau        | 1.1  | Shelley Olds (TIBCO-To The Top)               |
| 20.     | Chrono Gatineau                        | 1.1  | Carmen Small-McNellis (Specialized-lululemon) |
| 24.     | Boels Rental Hills Classic             | 1.2  | Ashleigh Moolman (Lotto Belisol Ladies)       |
| 25.     | 7-Dorpenomloop Aalburg                 | 1.2  | Marianne Vos (Lotto Belisol Ladies)           |
| 26.     | Gooik-Geraardsbergen-Gooik             | 1.2  | Emma Johansson (Orica-AIS)                    |

### Juni
| Datum   | Rennen                          | Kat. | Siegerin (UCI Women’s Team)                |
| ------- | ------------------------------- | ---- | ------------------------------------------ |
| 2.      | Philadelphia Cycling Classic    | 1.2  | Evelyn Stevens (Specialized-lululemon)     |
| 4.      | Grand Prix de Maykop            | 1.2  | Natalja Bojarskaja                         |
| 4.      | Durango–Durango Emakumeen Saria | 1.2  | Marianne Vos (Rabobank Women Cycling Team) |
| 6.–9.   | Emakumeen Bira                  | 2.1  | Emma Johansson (Orica-AIS)                 |
| 6.–9.   | Tour d'Adyguée                  | 2.2  | Natalja Bojarskaja                         |
| 15.–16. | Giro del Trentino Alto Adige    | 2.1  | Evelyn Stevens (Specialized-lululemon)     |
| 16.     | Golan I                         | 1.2  | annulliert                                 |
| 18.     | Golan II                        | 1.2  | annulliert                                 |
| 21.     | Golan III                       | 1.2  | annulliert                                 |
| 30.–7.  | Giro d’Italia Femminile         | 2.1  | Mara Abbott                                |

### Juli
| Datum   | Rennen                                        | Kat. | Siegerin (UCI Women’s Team)  |
| ------- | --------------------------------------------- | ---- | ---------------------------- |
| 4.–7.   | Tour de Feminin – O cenu Českého Švýcarska    | 2.2  | Amy Cure                     |
| 11.–14. | Tour de Bretagne Féminin                      | 2.2  | Audrey Cordon (FuturoscopeT) |
| 15.–21. | Internationale Thüringen-Rundfahrt der Frauen | 2.1  | Emma Johansson (Orica-AIS)   |
| 18.     | Europäische Zeitfahrmeisterschaft             | CC   | Hanna Solowej                |
| 18.–21. | Tour féminin en Limousin                      | 2.2  | Katarzyna Pawłowska (GKS)    |
| 21.     | Europäische Straßenmeisterschaft              | CC   | Susanna Zorzi                |
| 28.     | Sparkassen Giro Bochum                        | 1.1  | Christine Majerus (SLT)      |

### August
| Datum   | Rennen                                         | Kat. | Siegerin (UCI Women’s Team)                |
| ------- | ---------------------------------------------- | ---- | ------------------------------------------ |
| 3.      | Erpe-Mere-Erondegem                            | 1.2  | Maaike Polspoel (SLT)                      |
| 3.–11.  | Route de France Féminine                       | 2.1  | Linda Villumsen (Wiggle Honda)             |
| 16.     | Open de Suède Vårgårda – Mannschaftszeitfahren | CDM  | Specialized-lululemon                      |
| 18.     | Open de Suède Vårgårda – Straßenrennen         | CDM  | Marianne Vos (Rabobank Women Cycling Team) |
| 23.–26. | Lotto Belisol Belgium Tour                     | 2.2  | Ellen van Dijk (Specialized-lululemon)     |
| 24.–28. | Trophée d’Or Féminin                           | 2.2  | Marianne Vos (Rabobank Women Cycling Team) |
| 31.     | Grand Prix de Plouay-Bretagne                  | CDM  | Marianne Vos (Rabobank Women Cycling Team) |

### September/Oktober
| Datum     | Rennen                                                 | Kat. | Siegerin (UCI Women’s Team)            |
| --------- | ------------------------------------------------------ | ---- | -------------------------------------- |
| 2.–7.9.   | Tour Cycliste Féminin International de l’Ardèche       | 2.2  | Tatjana Antoschina (UAE Team ADQ)      |
| 3.–8.9.   | Boels Rental Ladies Tour                               | 2.1  | Ellen van Dijk (Specialized-lululemon) |
| 13.–15.9. | Giro della Toscana Femminile – Memorial Michela Fanini | 2.HC | Claudia Häusler (TIBCO-To The Top)     |
| 15.9.     | Chrono Champenois – Trophée Européen                   | 1.1  | Ellen van Dijk (Specialized-lululemon) |
| 22.9.     | Weltmeisterschaften Teamzeitfahren                     | CM   | Specialized-lululemon                  |
| 24.9.     | Weltmeisterschaften Einzelzeitfahren                   | CM   | Ellen van Dijk                         |
| 28.9.     | Weltmeisterschaften Straßenrennen                      | CM   | Marianne Vos                           |
| 21.10     | Chrono des Nations                                     | 1.1  | Hanna Solowej                          |

## Weltrangliste
(Stand der Weltrangliste zum Saisonende 2013)
| Platz | Fahrerin             | Punkte  |
| ----- | -------------------- | ------- |
| 1.    | Emma Johansson       | 1388    |
| 2.    | Marianne Vos         | 1296,75 |
| 3.    | Ellen van Dijk       | 924     |
| 4.    | Giorgia Bronzini     | 614     |
| 5.    | Anna van der Breggen | 540,5   |
| 6.    | Elisa Longo Borghini | 531,48  |
| 7.    | Evelyn Stevens       | 527     |
| 8.    | Kirsten Wild         | 370     |
| 9.    | Tatjana Antoschina   | 361     |
| 10.   | Rossella Ratto       | 336,08  |

| Platz | UCI Women’s Team            | Punkte  |
| ----- | --------------------------- | ------- |
| 1.    | Orica-AIS                   | 1998,5  |
| 2.    | Rabobank Women Cycling Team | 1948,75 |
| 3.    | Specialized-lululemon       | 1932    |
| 4.    | Hitec Products UCK          | 1187,74 |
| 5.    | Wiggle Honda                | 1060    |
| 6.    | Sengers Ladies Cycling Team | 1011,5  |
| 7.    | MCipollini Giordana         | 929     |
| 8.    | TIBCO-To The Top            | 720     |
| 9.    | Be Pink                     | 709     |
| 10.   | Argos-Shimano               | 673     |

| Platz | Nation                 | Punkte  |
| ----- | ---------------------- | ------- |
| 1.    | Niederlande            | 3442,5  |
| 2.    | Italien                | 269,66  |
| 3.    | Schweden               | 1523,50 |
| 4.    | Vereinigte Staaten     | 1311,25 |
| 5.    | Australien             | 921,25  |
| 6.    | Deutschland            | 8657,5  |
| 7.    | Russland               | 821     |
| 8.    | Vereinigtes Königreich | 555     |
| 9.    | Belgien                | 490,5   |
| 10.   | Neuseeland             | 450,5   |